# 封翹
封翘，五代十国后梁、后唐官员，渤海蓨县人，封敖之孙，封舜卿从子。
后梁贞明年间为翰林学士。唐明宗天成年间，担任给事中，通过轮流觐见的机会向皇帝进言，说星辰运行符合常度，风雨顺应时节，请以皇帝所用的一合香，由皇帝亲自点燃一炷，其余派人送到塔庙中焚烧，重在表达对神佛精诚的致意。当时人以封翘出身名族，担任门下省的要职，有担任宰相的人望，而忽然有这种请求，近于妖人邪佞，人望于是降低了。